# Logan Delaurier-Chaubet
Logan Delaurier-Chaubet (Saint-Jean-de-Verges, 22 april 2002) is een Frans voetballer, die bij voorkeur uitkomt als vleugelaanvaller. Hij verruilde Girondins de Bordeaux in de zomer van 2024 voor Almere City. Voor de tweede helft van het seizoen 2024/25 verhuurt Almere hem aan NK Celje.

## Clubcarrière

### Girondins de Bordeaux
Delaurier-Chaubet speelde in de jeugd bij US Verniolle, EFC de L'Hers, FC Pamiers en Balma en kwam in 2017 terecht in de jeugdopleiding van Girondins de Bordeaux. Hij maakte op 17 augustus 2019 zijn debuut in het tweede elftal van Girondins de Bordeaux, dat uitkwam in de Championnat National 3. Voor dat team kwam hij tot elf doelpunten in 41 wedstrijden.
Op 30 juli 2022 maakte Delaurier-Chaubet zijn debuut in het eerste elftal van Girondins de Bordeaux, tegen Valenciennes. Op 13 augustus maakte hij tegen Chamois Niortais zijn eerste doelpunt voor het eerste elftal. Het jaar erop werd hij voor een seizoen verhuurd aan Quevilly-Rouen, dat net als Girondins de Bordeaux uitkwam in de Ligue 2. Daarvoor kwam hij tot vier goals in 31 wedstrijden. In augustus 2024 raakte Girondins de Bordeaux failliet, waardoor Delaurier-Chaubet transfervrij kon vertrekken.

### Almere City
Op 8 augustus 2024 tekende Delaurier-Chaubet voor drie seizoenen bij Almere City, met nog een optie voor een extra seizoen. Hij maakte zijn debuut voor de ploeg op 24 augustus, tegen PSV (1-7). Hij startte in de basis, maar werd na 66 minuten gewisseld voor Jeffry Puriel. Op 8 december maakte hij zijn eerste doelpunt tegen FC Utrecht (1-3). 

### NK Celje
In januari 2025 maakte Almere bekend Delaurier-Chaubet voor de rest van het seizoen te verhuren aan NK Celje uit Slovenië. Hij maakte op 1 februari zijn debuut tegen NK Bravo. Hij maakte meteen zijn eerste doelpunt. Ook maakte Delaurier-Chaubet zijn debuut in de UEFA Conference League, tegen APOEL Nicosia.

## Clubstatistieken
| Seizoen | Club                    | Competitie | Competitie | Competitie | Beker | Beker | Overig | Overig | Totaal | Totaal |
| Seizoen | Club                    | Competitie | Wed.       | Dlp.       | Wed.  | Dlp.  | Dlp.   | Dlp.   | Wed.   | Dlp.   |
| ------- | ----------------------- | ---------- | ---------- | ---------- | ----- | ----- | ------ | ------ | ------ | ------ |
| 2019/20 | Girondins de Bordeaux B | National 3 | 16         | 1          | –     | –     | –      | –      | 16     | 1      |
| 2020/21 | Girondins de Bordeaux B | National 3 | 3          | 0          | –     | –     | –      | –      | 3      | 0      |
| 2021/22 | Girondins de Bordeaux B | National 3 | 21         | 9          | –     | –     | –      | –      | 21     | 9      |
| 2022/23 | Girondins de Bordeaux B | National 3 | 4          | 2          | –     | –     | –      | –      | 4      | 2      |
| 2022/23 | Girondins de Bordeaux   | Ligue 2    | 21         | 2          | 2     | 1     | –      | –      | 23     | 3      |
| 2023/24 | → Quevilly-Rouen        | Ligue 2    | 31         | 4          | 3     | 0     | –      | –      | 34     | 4      |
| 2024/25 | Almere City             | Eredivisie | 12         | 1          | 1     | 0     | 0      | 0      | 13     | 1      |
| 2024/25 | → NK Celje              | Prvna liga | 2          | 1          | 0     | 0     | 1      | 0      | 3      | 1      |
| Totaal  | Totaal                  | Totaal     | 110        | 19         | 6     | 1     | 1      | 0      | 115    | 21     |

## Interlandcarrière
Delaurier-Chaubet speelde interlands voor de Franse jeugdelftallen onder 16 en onder 18.